# Новобаязетский 207-й пехотный полк
207-й пехо́тный Новобаязе́тский полк — пехотная воинская часть Русской императорской армии. С 1910 года входил в состав 52-й пехотной дивизии.
Старшинство — 12 июля 1887 года.
Полковой праздник — 21 ноября, введение во храм Пресвятой Богородицы.
Дислокация — Темир-Хан-Шура Дагестанской области.

## История
Полк сформирован 12 июня 1887 года на Кавказе из туземцев-христиан под названием 3-й Кавказской туземной кадровой дружины. 20 сентября 1889 года дружина эта была переформирована в двухбатальонный Новобаязетский резервный кадровый пехотный полк. 17 ноября 1891 года Новобаязетскому полку было пожаловано простое знамя без надписи.
24 октября 1894 года Новобаязетский полк был переформирован на общих основаниях с остальными резервными войсками и назван Новобаязетским резервным пехотным полком. 26 мая 1899 года к наименованию полка присоединён № 263.
30 декабря 1908 года Новобаязетский полк, с присоединением к нему четырёх рот 2-го и четырёх рот 3-го Варшавских крепостных пехотных полков, был переформирован в четыре батальона и назван 263-м пехотным Новобаязетским полком. 20 февраля 1910 года номер полка был изменён на 207.

## Командиры полка
- 30.04.1890 — 21.02.1893 — полковник Пагирев, Дмитрий Игнатьевич
- 21.02.1893 — 23.08.1895 — полковник Бабич, Михаил Павлович
- 18.09.1895 — 07.04.1897 — полковник Лисенков, Гавриил Иванович
- 16.04.1897 — 07.08.1899 — полковник Моравский, Валентин Михайлович
- 15.12.1899 — 08.03.1904 — полковник Якутин, Владимир Павлович
- 08.03.1904 — 17.06.1906 — полковник Дик, Георгий Данилович
- 28.06.1906 — 07.06.1909 — полковник Блешинский, Антон Станиславович
- 07.06.1909 — 23.06.1912 — полковник Бялозор, Юлиан Юлианович
- 17.09.1912 — 10.07.1916 — полковник (с 27.01.1916 генерал-майор) Вовк, Иван Семёнович
  - Ноябрь 1914 — полковник Пурцеладзе, Георгий Михайлович (временно)
- 16.07.1916 — 14.06.1917 — полковник Гегстрем, Евгений-Александр Элисович
- 25.06.1917 — после 23.10.1917 — полковник Пархомович, Михаил Козьмич

## Полковое знамя
17 ноября 1891 года полку даровано знамя образца 1883 года. Кайма красная, шитьё золотое. Навершие образца 1857 года, древко чёрное. На лицевой стороне знамени икона «Введение во Храм Пресвятой Богородицы».

## Известные люди, служившие в полку
- Ельчанинов, Александр Викторович — священник, видный деятель Русской Православной церкви